# کیلووگ
کیلووُگ (به انگلیسی: Kilowog) یک شخصیت خیالی ابرقهرمان در کتاب‌های کامیک آمریکایی منتشر شده توسط دی‌سی کامیکس است که به عنوان یکی از اعضای سازمان بین کهکشانی سپاه گرین لانترن محسوب می‌شود. شخصیت کیلووُگ توسط نویسنده استیو اینگلهارت و طراح جو استتن خلق شده‌است که برای اولین بار در شمارهٔ ۲۰۱ مجموعه سپاه گرین لانترن (ژوئن ۱۹۸۶) حضور پیدا کرد. او گرین لانترن بخش فضایی ۶۷۴، و گروهبان تمرین نظامی سپاه گرین لانترن است.
کیلووگ در فیلم سینمایی گرین لانترن (۲۰۱۱) حضور دارد که توسط اسپنسر وایلدینگ ضبط حرکت، و بوسیلهٔ مایکل کلارک دانکن صداگذاری شده‌است.

## توانایی‌ها و قدرت‌ها
کیلووگ به عنوان یکی از ساکنین سیاره بولووکس ویک، به‌طور طبیعی دارای قدرت، استقامت و پایداری ابرانسانی است و همچنین از ضریب هوشی بالایی برخوردار است. او قادر است ذهن خود را با دیگر افراد نژادش پیوند دهد. او همچنین یک متخصص در زمینهٔ ماشین آلات و ژن‌شناسی به‌شمار می‌رود.
کیلووگ به عنوان بلک لانترن، دارای قدرت حلقهٔ گرین لانترن و قدرت باتری یکسانی در قیاس با دیگر اعضای سپاه گرین لانترن است.